# Persone di nome Linda
| Questa pagina contiene informazioni ricavate automaticamente dalle voci biografiche con l'ausilio del template Bio e di un bot. L'aggiornamento è periodico e automatico e ricostruisce completamente la pagina. Se manca una persona in questa lista, sei pregato di non aggiungerla, ma accertati piuttosto che la sua voce biografica contenga il template Bio e che i dati anagrafici siano correttamente compilati. Se il template Bio manca, inseriscilo tu stesso o, in alternativa, metti l'avviso {{tmp\|Bio}} che ne segnala la mancanza. Se i dati riportati sono sbagliati, correggi direttamente la voce biografica; le modifiche saranno visibili in questa lista entro pochi giorni. Per chiarimenti vedi il progetto antroponimi. La lista contiene solo le 208 persone che sono citate nell'enciclopedia e per le quali è stato implementato correttamente il template Bio. Pagina aggiornata al 6 ago 2025. |

Questa è una lista di persone presenti nell'enciclopedia che hanno il nome Linda, suddivise per attività principale.

## Allenatrici di pallacanestro(3)
- Linda Hargrove, allenatrice di pallacanestro e dirigente sportiva statunitense (Great Bend, n. 1950)
- Linda Hill-MacDonald, allenatrice di pallacanestro statunitense (Morton, n. 1948)
- Linda Sharp, allenatrice di pallacanestro statunitense (Okmulgee, n. 1950)

## Altiste(1)
- Linda Sandblom, altista finlandese (Ekenäs, n. 1989)

## Antropologhe(1)
- Linda Schele, antropologa e storica statunitense (Nashville, n. 1942 - Austin, † 1998)

## Astronaute(1)
- Linda Godwin, ex astronauta statunitense (n. 1952)

## Astronome(1)
- Linda Morabito, astronoma canadese (Vancouver, n. 1953)

## Atlete paralimpiche(1)
- Linda Patricia Perez Lopez, atleta paralimpica venezuelana (Maracaibo, n. 1998)

## Attrici(37)
- Linda Arvidson, attrice cinematografica e sceneggiatrice statunitense (San Francisco, n. 1884 - New York, † 1949)
- Linda Bassett, attrice britannica (Pluckley, n. 1950)
- Linda Batista, attrice brasiliana (Salvador de Bahia, n. 1972)
- Linda Blair, attrice statunitense (Saint Louis, n. 1959)
- Linda Cardellini, attrice statunitense (Redwood City, n. 1975)
- Linda Caridi, attrice italiana (Milano, n. 1988)
- Linda Carlson, attrice statunitense (Knoxville, n. 1945 - Gaylordsville, † 2021)
- Linda Celani, attrice italiana (Roma, n. 1969)
- Linda Christian, attrice messicana (Tampico, n. 1923 - Palm Springs, † 2011)
- Linda Collini, attrice, modella e conduttrice televisiva italiana (Prato, n. 1982)
- Linda Cristal, attrice argentina (Buenos Aires, n. 1931 - Beverly Hills, † 2020)
- Linda Dano, attrice statunitense (Long Beach, n. 1943)
- Linda Emond, attrice statunitense (New Brunswick, n. 1959)
- Linda Evans, attrice statunitense (Hartford, n. 1942)
- Linda Fiorentino, attrice e produttrice cinematografica statunitense (Filadelfia, n. 1958)
- Linda Gaye Scott, attrice statunitense (Los Angeles, n. 1943)
- Linda Gennari, attrice italiana (Cesena, n. 1976)
- Linda Gray, attrice e ex modella statunitense (Santa Monica, n. 1940)
- Linda Hamilton, attrice statunitense (Salisbury, n. 1956)
- Linda Hardy, attrice e modella francese (Nantes, n. 1973)
- Linda Kash, attrice canadese (Montréal, n. 1961)
- Linda Kozlowski, attrice statunitense (Fairfield, n. 1958)
- Linda Larkin, attrice e doppiatrice statunitense (Los Angeles, n. 1970)
- Linda Lavin, attrice statunitense (Portland, n. 1937 - Los Angeles, † 2024)
- Linda Liao, attrice, cantante e conduttrice televisiva taiwanese (Taiwan, n. 1981)
- Linda Manz, attrice statunitense (New York City, n. 1961 - Palmdale, † 2020)
- Linda Moretti, attrice italiana (Orta Nova, n. 1921 - Napoli, † 2005)
- Linda Mvusi, attrice sudafricana (Bloemfontein, n. 1955)
- Linda Park, attrice sudcoreana (Seul, n. 1978)
- Linda Pini, attrice italiana (Milano, n. 1896 - Roma, † 1971)
- Linda Purl, attrice statunitense (Greenwich, n. 1955)
- Lin Shaye, attrice statunitense (Detroit, n. 1943)
- Linda Sini, attrice italiana (Vercelli, n. 1926 - Roma, † 1999)
- Linda Thompson, attrice e paroliera statunitense (Memphis, n. 1950)
- Linda Ulvaeus, attrice e cantante svedese (Danderyd, n. 1973)
- Linda Veras, attrice italiana (Bolzano, n. 1939)
- Linda Watkins, attrice statunitense (Boston, n. 1908 - Los Angeles, † 1976)

## Attrici pornografiche(1)
- Linda Lovelace, attrice pornografica statunitense (New York, n. 1949 - Denver, † 2002)

## Attrici teatrali(1)
- Linda Balgord, attrice teatrale e cantante statunitense (New Lisbon, n. 1960 - Naples, † 2024)

## Avvocate(1)
- Linda Teuteberg, avvocato e politico tedesco (Königs Wusterhausen, n. 1981)

## Biatlete(1)
- Linda Grubben, ex biatleta norvegese (Stavanger, n. 1979)

## Biologhe(1)
- Linda Buck, biologa statunitense (Seattle, n. 1947)

## Calciatori(1)
- Linda Buthelezi, ex calciatore sudafricano (n. 1969)

## Calciatrici(12)
- Linda Bakker, calciatrice olandese (Rustenburg, n. 1993)
- Linda Bresonik, ex calciatrice tedesca (Essen, n. 1983)
- Linda Caicedo, calciatrice colombiana (Candelaria, n. 2005)
- Linda Casadio, calciatrice italiana (Ravenna, n. 1999)
- Linda Dallmann, calciatrice tedesca (Dinslaken, n. 1994)
- Linda Eshun, calciatrice ghanese (Sekondi-Takoradi, n. 1992)
- Linda Medalen, ex calciatrice norvegese (Sandnes, n. 1965)
- Linda Motlhalo, calciatrice sudafricana (Brandvlei, n. 1998)
- Linda Nyman, calciatrice finlandese (Kokkola, n. 1994)
- Linda Sembrant, calciatrice svedese (Uppsala, n. 1987)
- Linda Sällström, calciatrice finlandese (Helsinki, n. 1988)
- Linda Tucceri Cimini, calciatrice italiana (Avezzano, n. 1991)

## Cantanti(22)
- Anmary, cantante lettone (Gulbene, n. 1980)
- Linda Andrews, cantante faroese (Tórshavn, n. 1973)
- Linda Bengtzing, cantante svedese (Gullspång, n. 1974)
- Linda Chung, cantante e attrice canadese (Maple Ridge, n. 1984)
- Linda Clifford, cantante e attrice statunitense (New York, n. 1948)
- Linda Davis, cantante statunitense (Dodson, n. 1962)
- Linda Eder, cantante e attrice teatrale statunitense (Tucson, n. 1961)
- Linda Hart, cantante e attrice statunitense (Dallas, n. 1950)
- La India, cantante portoricana (Río Piedras, n. 1969)
- Miss Li, cantante svedese (Borlänge, n. 1982)
- Linda Kvam, cantante norvegese (Tønsberg, n. 1972)
- Lindita, cantante kosovara (Vitina, n. 1989)
- Linda Martell, cantante statunitense (Batesburg-Leesville, n. 1941)
- Linda Martin, cantante e conduttrice televisiva irlandese (Omagh, n. 1947)
- Linda Jo Rizzo, cantante statunitense (New York, n. 1955)
- Linda Ronstadt, cantante, compositrice e attrice statunitense (Tucson, n. 1946)
- Linda Scott, cantante statunitense (Queens, n. 1945)
- Linda Sundblad, cantante svedese (Lidköping, n. 1981)
- Linda Thompson, cantante britannica (n. 1947)
- Linda Valori, cantante, cantautrice e compositrice italiana (San Benedetto del Tronto, n. 1978)
- Linda Wagenmakers, cantante olandese (Arnhem, n. 1975)
- Linda de Suza, cantante e scrittrice portoghese (Beringel, n. 1948 - Gisors, † 2022)

## Cantanti liriche(1)
- Linda Cannetti, cantante lirica italiana (Legnano, n. 1878 - Milano, † 1960)

## Cantautrici(4)
- Linda Gail Lewis, cantautrice e pianista statunitense (Ferriday, n. 1947)
- Linda Lewis, cantautrice e musicista britannica (West Ham, n. 1950 - † 2023)
- Linda Perry, cantautrice, produttrice discografica e musicista statunitense (Springfield, n. 1965)
- Calypso Rose, cantautrice trinidadiana (Bethel Village, n. 1940)

## Cestiste(7)
- Linda Antić, ex cestista e allenatrice di pallacanestro croata (Sebenico, n. 1969)
- Linda Burgess, ex cestista e allenatrice di pallacanestro statunitense (Madison, n. 1969)
- Linda Eglīte, ex cestista lettone (Valmiera, n. 1977)
- Linda Fröhlich, ex cestista tedesca (Pforzheim, n. 1979)
- Lin Gamble, ex cestista statunitense (Grand Cane, n. 1949)
- Linda Godby, ex cestista statunitense (n. 1968)
- Linda Ogugua, ex cestista nigeriana (n. 1978)

## Cicliste su strada(4)
- Linda Riedmann, ciclista su strada tedesca (Karbach, n. 2003)
- Linda Villumsen, ex ciclista su strada danese (Herning, n. 1985)
- Linda Visentin, ex ciclista su strada italiana (Treviso, n. 1977)
- Linda Zanetti, ciclista su strada e mountain biker svizzera (Camignolo, n. 2002)

## Danzatrici su ghiaccio(1)
- Linda Shearman, ex danzatrice su ghiaccio britannica

## Dirigenti d'azienda(3)
- Linda G. Alvarado, dirigente d'azienda, dirigente sportiva e imprenditrice statunitense (Albuquerque, n. 1951)
- Linda Jackson, dirigente d'azienda britannica (Coventry, n. 1959)
- Linda Yaccarino, dirigente d'azienda statunitense (Long Island, n. 1963)

## Divulgatrici scientifiche(1)
- Linda Peeno, divulgatrice scientifica e medico statunitense

## Doppiatrici(1)
- Linda Gary, doppiatrice e attrice statunitense (Los Angeles, n. 1944 - North Hollywood, † 1995)

## Fotografe(2)
- Linda Tee Cutchin, fotografa, critica d'arte e scrittrice statunitense (St. Petersburg, n. 1943 - Portland, † 2006)
- Linda McCartney, fotografa, tastierista e cantante statunitense (Scarsdale, n. 1941 - Tucson, † 1998)

## Funzionarie(1)
- Linda Tripp, funzionaria statunitense (Jersey City, n. 1949 - Middleburg, † 2020)

## Giavellottiste(1)
- Linda Stahl, giavellottista tedesca (Steinheim, n. 1985)

## Giocatrici di curling(1)
- Linda Moore, ex giocatrice di curling canadese (Vancouver, n. 1954)

## Giocatrici di poker(1)
- Linda Johnson, giocatrice di poker statunitense (n. 1953)

## Giornaliste(1)
- Linda Moulton Howe, giornalista e saggista statunitense (Boise, n. 1942)

## Hockeiste su ghiaccio(2)
- Linda De Rocco, hockeista su ghiaccio italiana (Belluno, n. 1986)
- Linda Välimäki, hockeista su ghiaccio finlandese (Ylöjärvi, n. 1990)

## Imprenditrici(3)
- Linda McMahon, imprenditrice e politica statunitense (New Bern, n. 1948)
- Linda Pavlova, imprenditrice slovacca (Martin, n. 1985)
- Linda Helene Penzel, imprenditrice tedesca (Olsnitz, n. 1895 - Wiesbaden, † 1974)

## Informatiche(1)
- Linda Pagli, informatica italiana (Livorno, n. 1950)

## Lottatrici(1)
- Linda Morais, lottatrice canadese (Tecumseh, n. 1993)

## Medici(2)
- Linda Burfield Hazzard, medico statunitense (n. 1867 - † 1938)
- Linda Laubenstein, medico e oncologo statunitense (Barrington, n. 1947 - Chatham, † 1992)

## Modelle(10)
- Linda Bement, modella statunitense (Salt Lake City, n. 1941 - Salt Lake City, † 2018)
- Linda Evangelista, supermodella canadese (St. Catharines, n. 1965)
- Linda Fäh, modella svizzera (Kriens, n. 1987)
- Linda Harrison, modella e attrice statunitense (Berlin, n. 1945)
- Linda Hooks, modella britannica (Liverpool, n. 1952)
- Linda O'Neil, modella e attrice statunitense (Sacramento, n. 1974)
- Linda Pétursdóttir, modella islandese (Vopnafjörður, n. 1969)
- Linda Santaguida, modella e showgirl italiana (Bologna, n. 1978)
- Linda Rhys Vaughn, modella statunitense (Grossmont, n. 1959)
- Linda Vojtová, modella ceca (Praga, n. 1985)

## Mountain biker(1)
- Linda Indergand, mountain biker e ciclista su strada svizzera (Altdorf, n. 1993)

## Nuotatrici(6)
- Linda Caponi, nuotatrice italiana (Poggibonsi, n. 1998)
- Linda Cerruti, nuotatrice artistica italiana (Genova, n. 1993)
- Linda Gustavson, ex nuotatrice statunitense (Santa Cruz, n. 1949)
- Linda Jezek, ex nuotatrice statunitense (Palo Alto, n. 1960)
- Linda Mackenzie, nuotatrice australiana (Mackay, n. 1983)
- Linda Olofsson, ex nuotatrice svedese (Piteå, n. 1972)

## Ostacoliste(3)
- Linda Angounou, ostacolista e velocista camerunese (n. 1992)
- Linda Ferga-Khodadin, ex ostacolista e lunghista francese (Parigi, n. 1976)
- Linda Olivieri, ostacolista italiana (Torino, n. 1998)

## Pallavoliste(3)
- Linda Manfredini, pallavolista italiana (Modena, n. 2006)
- Linda Martinuzzo, pallavolista italiana (Treviso, n. 1992)
- Linda Nwakalor, pallavolista italiana (Lecco, n. 2002)

## Paroliere(1)
- Linda Creed, paroliera, cantante e compositrice statunitense (Filadelfia, n. 1948 - Ambler, † 1986)

## Pattinatrici(1)
- Linda Carbonetto, ex pattinatrice statunitense (New York, n. 1949)

## Pattinatrici artistiche su ghiaccio(1)
- Linda Fratianne, ex pattinatrice artistica su ghiaccio statunitense (n. 1960)

## Pattinatrici di velocità su ghiaccio(1)
- Linda de Vries, pattinatrice di velocità su ghiaccio olandese (Assen, n. 1988)

## Personaggi televisivi(1)
- Linda Hogan, personaggio televisivo statunitense (Miami, n. 1959)

## Poetesse(2)
- Linda Maria Baros, poetessa, saggista e traduttrice rumena (Bucarest, n. 1981)
- Linda King, poetessa e scultrice statunitense (n. 1940)

## Politiche(8)
- Linda Fabiani, politica scozzese (Glasgow, n. 1956)
- Linda Lanzillotta, politica e funzionaria italiana (Cassano all'Ionio, n. 1948)
- Linda Lingle, politica statunitense (Saint Louis, n. 1953)
- Linda McAvan, politica britannica (Bradford, n. 1962)
- Linda Sánchez, politica statunitense (Orange, n. 1969)
- Linda Sarsour, politica e attivista statunitense (Brooklyn, n. 1980)
- Linda Smith, politica statunitense (La Junta, n. 1950)
- Linda Thomas-Greenfield, politica, funzionaria e diplomatica statunitense (Baker, n. 1952)

## Politologhe(1)
- Linda Zerilli, politologa e saggista statunitense (New York, n. 1956)

## Produttrici cinematografiche(1)
- Linda Gottlieb, produttrice cinematografica statunitense (New Jersey)

## Rugbiste a 15(1)
- Linda Itunu, rugbista a 15 e allenatore di rugby a 15 neozelandese (Auckland, n. 1984)

## Sceneggiatrici(2)
- Linda Seger, sceneggiatrice statunitense (n. 1945)
- Linda Woolverton, sceneggiatrice e scrittrice statunitense (Long Beach, n. 1952)

## Scenografe(1)
- Linda DeScenna, scenografa statunitense (Warren, n. 1949)

## Schermitrici(1)
- Linda Ann Martin, ex schermitrice britannica (Deal, n. 1954)

## Sciatrici alpine(8)
- Linda Alpiger, ex sciatrice alpina svizzera (Wildhaus, n. 1977)
- Lindy Cochran, ex sciatrice alpina statunitense (Richmond, n. 1953)
- Linda Crutchfield, ex sciatrice alpina, slittinista e sciatrice nautica canadese (Shawinigan, n. 1942)
- Linda Le Bon, sciatrice alpina belga (Wilrijk, n. 1964)
- Linda Meyers, ex sciatrice alpina, allenatrice di sci alpino e dirigente sportiva statunitense (Los Angeles, n. 1937)
- Linda Rocchetti, ex sciatrice alpina italiana (n. 1964)
- Linda Ydeskog, ex sciatrice alpina svedese (n. 1973)
- Linda van Impelen, sciatrice alpina olandese (n. 1985)

## Scrittrici(8)
- Linda Buckley-Archer, scrittrice britannica
- Linda Castillo, scrittrice statunitense (Dayton, n. 1960)
- Linda Ferri, scrittrice e sceneggiatrice italiana (Roma, n. 1957)
- Linda Grant, scrittrice e giornalista britannica (Liverpool, n. 1951)
- Linda Lee Cadwell, scrittrice statunitense (Everett, n. 1945)
- Linda Nagata, scrittrice statunitense (San Diego, n. 1960)
- Linda Newbery, scrittrice britannica (Romford, n. 1952)
- Linda Sue Park, scrittrice statunitense (Urbana, n. 1960)

## Sensitive(1)
- Linda Gazzera, sensitiva italiana (Roma, n. 1890 - Brasile, † 1942)

## Showgirl(1)
- Linda Lorenzi, showgirl, illusionista e ex modella italiana (Squinzano, n. 1960)

## Sindacaliste(1)
- Linda Malnati, sindacalista e attivista italiana (Milano, n. 1855 - Blevio, † 1921)

## Statistiche(1)
- Linda Laura Sabbadini, statistica italiana (Roma, n. 1956)

## Storiche(2)
- Linda Grant DePauw, storica e scrittrice statunitense (New York, n. 1940)
- Linda K. Kerber, storica statunitense (New York, n. 1940)

## Storiche dell'arte(1)
- Linda Nochlin, storica dell'arte e scrittrice statunitense (Brooklyn, n. 1931 - † 2017)

## Tenniste(10)
- Linda Cassell, ex tennista australiana (Brisbane, n. 1962)
- Linda Ferrando, ex tennista italiana (Genova, n. 1966)
- Linda Fruhvirtová, tennista ceca (Praga, n. 2005)
- Linda Gates, ex tennista statunitense (n. 1969)
- Linda Klimovičová, tennista ceca (Olomouc, n. 2004)
- Linda Mottram, ex tennista britannica (Wimbledon, n. 1957)
- Linda Nosková, tennista ceca (Vsetín, n. 2004)
- Linda Siegel, ex tennista statunitense (Oakland, n. 1961)
- Linda Tuero, ex tennista statunitense (n. 1950)
- Linda Wild, ex tennista statunitense (Arlington Heights, n. 1971)

## Veliste(1)
- Linda Cerup-Simonsen, ex velista norvegese (Tønsberg, n. 1969)

## Velociste(1)
- Linda Haglund, velocista svedese (Enskede, n. 1956 - Stoccolma, † 2015)

## Violiniste(1)
- Linda Brava, violinista finlandese (Helsinki, n. 1970)

## Senza attività specificata(4)
- Linda Fried, medica e epidemiologa statunitense (n. 1949)
- Linda Kasabian, statunitense (Biddeford, n. 1949 - Tacoma, † 2023)
- Linda Murri, italiana (Fermo, n. 1871 - Roma, † 1957)
- Linda Thom, ex tiratrice a segno canadese (Hamilton, n. 1943)